# Sporophila nigricollis
El semillero ventriamarillo o espiguero vientriamarillo (Sporophila nigricollis), es una especie de ave paseriforme de la familia Thraupidae perteneciente al numeroso género Sporophila. Es nativo de América del Sur y Central, y de las Antillas menores. 

## Nombres comunes
Aparte de semillero o espiguero ventriamarillo (en Ecuador, Costa Rica, Venezuela y Panamá), también se le denomina espiguero capuchino (en Colombia), corbatita amarillo o dominicano (en Argentina y Paraguay, corbatita vientre amarillo (en Argentina), espiguero de vientre amarillo (en Perú), corbatica o golilluo.[cita requerida]

## Distribución y hábitat
Se distribuye ampliamente desde Costa Rica y Panamá, por Colombia, hacia el sur por la pendiente del Pacífico por Ecuador hasta el noroeste de Perú; hacia el este por Venezuela, Trinidad y Tobago, Guyana, Surinam y norte de Brasil (mayormente al norte del río Amazonas), hacia el sur a oriente de los Andes por el este y sur de Colombia, este de Ecuador, hasta el sureste de Perú; y en una gran área al este del continente, desde el este de la Amazonia brasileña, por el este, centro oeste hasta parte del sur de Brasil (hasta Santa Catarina), extremo este de Bolivia, extremo este de Paraguay y extremo noreste de Argentina (Misiones). En las Antillas menores, es un raro reproductor en  Granada y San Vicente y las Granadinas, de donde aparente migra hacia el sur y Costa Rica en la temporada no reproductiva. Se registra su presencia como vagante en Antigua y Barbuda, Barbados, Dominica, Martinica, Montserrat, San Cristóbal y Nieves y Santa Lucía.
Esta especie, ampliamente diseminada, es considerada común en sus hábitats naturales: los pastizales, claros arbustivos y campos cultivados, desde el nivel del mar, localmente llegando hasta los 2400 m de altitud en los valles andinos.

## Descripción
Mide 11 cm de longitud. El macho tiene la cabeza negra, hasta el cuello y la parte superior del pecho, contrastando con el dorso oliva grisáceo y con las partes inferiores blancas a amarillentas. El pico es plateado. La hembra presenta las partes superiores y la cabeza color marrón y las partes inferiores amarillas, con un matiz oliváceo en la garganta, los costados y los flancos.

## Alimentación
Es granívoro. Fuera de la época reproductiva busca alimento en bandas mixtas con otras especies.

## Reproducción
Llega a la madurez sexual a los diez meses de edad. Vive en pareja en la época reproductiva. Construye con fibras de gramíneas un nido en forma de taza, en algún arbusto. La hembra pone dos a tres huevos de color claro verdoso o amarillento, con puntos marrón. La incubación dura trece días.

## Sistemática

### Descripción original
La especie S. nigricollis fue descrita por primera vez por el naturalista francés Louis Pierre Vieillot en 1823 bajo el nombre científico Pyrrhula nigricollis; su localidad tipo es: «Brasil».

### Etimología
El nombre genérico femenino Sporophila es una combinación de las palabras del griego «sporos»: semilla, y  «philos»: amante; y el nombre de la especie «nigricollis» se compone de las palabras del latín  «niger»: negro, y «collis»: de cuello.

### Taxonomía
Los datos presentados por los amplios estudios filogenéticos recientes demostraron que la presente especie es próxima de Sporophila caerulescens y el par formado por ambas es próximo de S. luctuosa, y que el  clado resultante es próximo del par formado por S. fringilloides y S. frontalis.
El estado taxonómico de la especie Sporophila ardesiaca no está claramente entendido: parece ser un pariente muy próximo de la presente, posiblemente conespecífica, tal vez apenas un morfo de color; las zonas de distribución supuestas de ambas se sobreponen ampliamente, y tienen zonas de nidificación sintópicas; los cantos registrados son esencialmente idénticos, sugiriendo que son la misma especie como sugerido por Sick (1997). Se requieren más estudios.

### Subespecies
Según la clasificación del Congreso Ornitológico Internacional (IOC) se reconocen tres subespecies, con su correspondiente distribución geográfica:
- Sporophila nigricollis inconspicua Berlepsch & Stolzmann, 1906 – Andes de Perú, al sur hasta Cuzco.
- Sporophila nigricollis olivacea (Berlepsch & Taczanowski), 1884 – suroeste de Colombia (Nariño) y oeste de Ecuador.
- Sporophila nigricollis nigricollis (Vieillot), 1823 – del sur de Costa Rica hasta el noreste de Argentina, Brasil, Trinidad y Tobago y Granada.

La subespecie descrita S. nigricollis vivida Hellmayr, 1938 es considerada un sinónimo de olivacea.